# Tongue-in-cheek

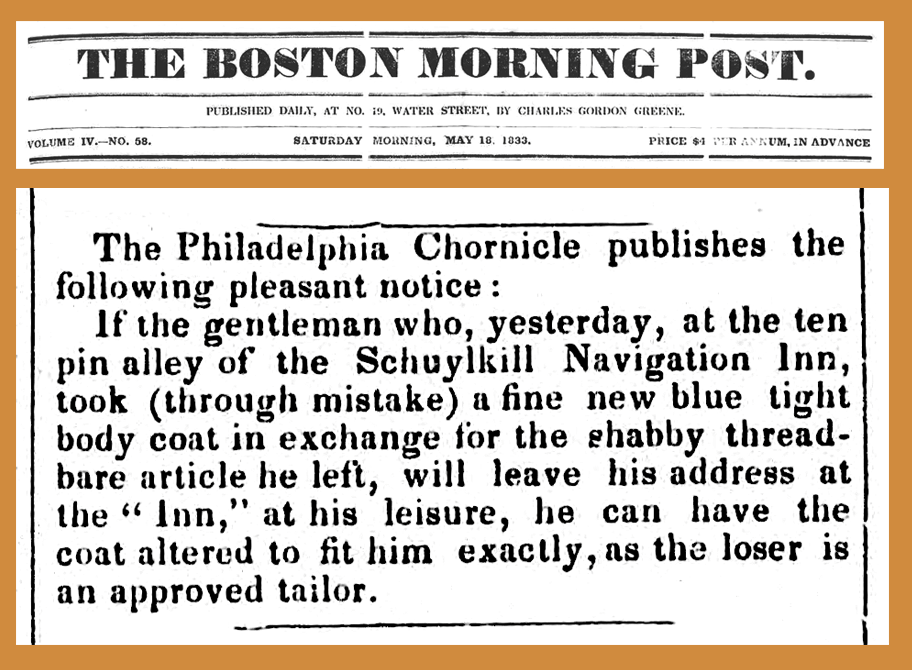
Un recorte de periódico de 1833, en el que un sastre cuyo abrigo fue robado anuncia una oferta para modificar el abrigo para que le quede bien al ladrón.

Tongue-in-cheek, literalmente "(con la) lengua en la mejilla", es un término inglés que se refiere a un estilo de humor en el cual las cosas son dichas en serio solo a medias, o expresadas con sutil ironía.

## Origen del término
La expresión tongue in cheek alude a la expresión facial que se obtiene apretando la lengua contra la propia mejilla, indicando que lo que se está diciendo no debe ser tomado totalmente en serio.
La frase fue originalmente creada para expresar desprecio, y no fue hasta 1842 cuando adquirió el significado contemporáneo.
Sir Walter Scott fue uno de los primeros que usó el término, en su obra The Fair Maid of Perth, de 1828. 